# チームJ 3rd Stage「HAKUNA MATATA」公演
BEJ48 チームJ 3rd Stage「HAKUNA MATATA」公演は、SNH48の姉妹グループであるBEJ48チームJの3rd公演である。

## 公演内容

### 曲目
本編
1. overture
（作曲・編曲：尾澤拓実）
全BEJ48公演共通である。
2. HAKUNA MATATA
（HAKUNA MATATA、作詞：張艾、作曲：7Key Once、編曲：7Key Once）
3. 期待の翼
（期待之翼、作詞：林喬、作曲：Chacha Kiss、編曲：Chacha Kiss）
4. Tennis
（Tennis、作詞：林喬、作曲：7Key Once、編曲：7Key Once）
5. Wake up
（Wake up、作詞：帥帥、作曲：帥帥、編曲：帥帥）
6. My boy
（My boy、作詞：林喬、作曲：7Key Once、編曲：7Key Once）
7. サイレン
（塞壬、作詞：林喬、作曲：Piggy、編曲：Piggy）
8. 虹の日記
（彩虹日记、作詞：三月久、作曲：Andrew Shin、編曲：Andrew Shin）
9. Pay attention
（Pay attention、作詞：梧桐、作曲：Park+Seul Gi、編曲：Park+Seul Gi）
10. 四季の恋
（四季的爱恋、作詞：李夏允/三月久、作曲：7Key Once、編曲：7Key Once）
11. 飛行熱気球
（飞行热气球、作詞：圈圈、作曲：帥帥、編曲：帥帥）
12. 賦離歌
（赋离歌、作詞：夏寧、作曲：7Key Once、編曲：7Key Once）
13. Deal
（Deal、作詞：梧桐、作曲：7Key Once、編曲：7Key Once）
14. 翼
（翅膀、作詞：李夏允、作曲：Yang/Laf、編曲：Yang/Laf）
15. 黒ニャのParty
（黑喵Party、作詞：三月久、作曲：Andrew Shin、編曲：Andrew Shin）

アンコール
1. J'Story
（J'Story、作詞：張艾、作曲：Andrew Shin、編曲：Andrew Shin）
2. 夢を追う少年
（追梦少年、作詞：三月久、作曲：Kohei Nakamura、編曲：Kohei Nakamura）
3. 未来のテーマ
（未来主题曲、作詞：三月久/黄恩茹/葛司琪/張懷瑾/許婉玉、作曲：Highcolor、編曲：Highcolor）

## BEJ48 チームJ 3rd Stage「HAKUNA MATATA」公演
公演期間
2018年7月14日 -
出演メンバー
葉苗苗・任心怡・楊曄・孫語姍・房蕾・黄恩茹・王雨煊・葛司琪・劉閑・陳雅鈺・何陽青青・金鑼賽・蘭昊・劉一菲・喬鈺珂・任玥霖・サポートメンバー

ユニット曲担当
- My boy（楊曄、王雨煊）
- サイレン（金鑼賽、黄恩茹、孫語姍）
- 虹の日記（劉閑、陳雅鈺、何陽青青）
- Pay attention（房蕾、王雨煊、葛司琪）
- 四季の恋（黄恩茹）
- 飛行熱気球（楊曄、房蕾、孫語姍）
- 賦離歌（葉苗苗、任心怡）